# Seo Min-jun
Seo Min-jun (koreanisch 서민준; * 15. Januar 2004) ist ein südkoreanischer Leichtathlet, der sich auf den Sprint spezialisiert hat. Mit der südkoreanischen 4-mal-100-Meter-Staffel wurde er 2025 in Gumi Asienmeister.

## Sportliche Laufbahn
Erste internationale Erfahrungen sammelte Seo Min-jun bei den World Athletics Relays 2025 in Guangzhou, bei denen mit der südkoreanischen 4-mal-100-Meter-Staffel einen Startplatz für die Weltmeisterschaften in Tokio erkämpfte. Anschließend schied er bei den Asienmeisterschaften in Gumi mit 10,57 s im Halbfinale im 100-Meter-Lauf aus und siegte mit der Staffel in 38,49 s gemeinsam mit Nwamadi Joel-jin, Lee Jae-seong und Lee Jun-hyeok und stellte damit einen neuen Meisterschaftsrekord auf. Im Juli schied er bei den World University Games in Bochum mit 21,17 s im Halbfinale im 200-Meter-Lauf aus und siegte mit der Staffel in 38,50 s.

## Persönliche Bestzeiten
- 100 Meter: 10,35 s (+1,4 m/s), 27. Mai 2024 in Gumi
- 200 Meter: 20,79 s (+0,3 m/s), 15. Juni 2024 in Mokpo